# 東京ディズニーシーのスペシャルイベントの一覧
東京ディズニーシーのスペシャルイベントの一覧（とうきょうディズニーシーのスペシャルイベントのいちらん）は、過去に東京ディズニーシーで開催、および現在開催されているスペシャルイベントの一覧である。期間限定で開催されたエンターテイメントも含むが、特定ゲスト向けに実施されたエンターテイメントは除外している。
それぞれ表記は、
- スペシャルイベント名（期間限定エンターテイメント名）、開催期間
  - スペシャルイベント中に実施されたエンターテイメント名、開催期間

となっている（スペシャルイベント名がそのままエンターテイメント名になっている場合などは、2段落目は省略してある）。表記してある年はスペシャルイベントがスタートした年。
*はスペシャルプログラム（判明分のみ）

## スペシャルイベント一覧

### 2001年
- ニューイヤーズ・イヴ・セレブレーション2002(2001年12月31日-2002年1月1日)[1]

### 2002年
- 東京ディズニーシー1stアニバーサリー(9月4日-10月20日)[1]
  - 東京ディズニーシー1stアニバーサリー・セレブレーション
  - ディズニーシー・シンフォニー 1stアニバーサリー・スペシャルバージョン
- ハーバーサイド・クリスマス(11月4日-12月25日)[1]
  - クリスマス・イン・ニューヨーク
  - ハーバーサイド・クリスマス・グリーティング
  - キャロリング・クリスマス
- ニューイヤーズ・イヴ・セレブレーション2003(2002年12月31日-2003年1月1日)[1]

### 2003年
- ニューイヤーズ・フェスタ(1月1日-1月5日)*[1]
- ディズニー・デリシャス・デイズ(1月10日-3月20日)[1]
- アリエルのシーサイドトレジャー(5月10日-8月31日)[1]
- ディズニーキッズ・サマーアドベンチャー(6月1日-8月31日)*[1]
- ホットラテンナイト(7月18日-8月31日)[1]
  - "フィエスタ ノーチェス"ストリートパーティ
  - ロス・トレス・アミーゴス
  - ムジカ・デ・ロストリバー
- 東京ディズニーシー2ndアニバーサリー(9月4日-10月15日)[1]
  - ミッキーのファンタスティックキャラバン
- ハーバーサイド・クリスマス(11月4日-12月25日)[1]
  - クリスマス・ホリデー・イン・ニューヨーク
  - キャンドルライト・リフレクションズ
  - アンコール!クリスマスバージョン
  - セイル・アウェイ クリスマスバージョン
- ニューイヤーズ・イヴ・セレブレーション2004(2003年12月31日-2004年1月1日)[1]

### 2004年
- ニューイヤーズ・フェスタ(1月1日-1月7日)*[1]
  - ニューヨーク"お正月"グリーティング
- ディズニー・リズム・オブ・ワールド(2月1日-4月11日)[1]
- スペシャルファンパーティ2004(2月12日)
- ディズニーシー・シンフォニー最終楽章(3月20日-4月22日)[1]
- ザッツ・ディズニーテイメント(4月27日-7月14日)[1]
  - ザッツ・ディズニーテイメント・ウィズ・ミッキー「ショービズ・イズ」
  - ザッツ・ディズニーテイメント・アフターダーク「スターライトジャズ」
- ディズニーキッズ・サマーアドベンチャー(7月17日-8月31日)*
- ドラマティック・ディズニーシー2004 at 東京ディズニーシー(9月4日-10月24日)[1]
  - スタイル!
  - Calla
  - オータムナイト・スペシャルライヴ
  - "ティピコ・オリエンタル"フロム・キューバ;
- ハーバーサイド・クリスマス(11月5日-12月25日)[1]
  - クリスマスホリデー・イン・ニューヨーク
  - キャンドルライト・リフレクションズ
  - アンコール!クリスマスバージョン
  - セイル・アウェイ クリスマスバージョン
- ニューイヤーズ・イヴ・セレブレーション2005(2004年12月31日-2005年1月1日)[1]

### 2005年
- ニューイヤーズ・フェスタ(1月1日-1月5日)*[1]
  - ニューヨーク"お正月"グリーティング
- ディズニー・リズム・オブ・ワールド(2月1日-5月9日)[1]
- アラジンのホールニューワールド(5月16日-8月31日)[1]
- ディズニーキッズ・サマーアドベンチャー(7月1日-8月31日)*[1]
- ケープコッド・ジャンボリーナイト(7月1日-8月31日)[1]
  - サマーナイトダンス
  - ケープコッド・アイリッシュバンド
- ドラマティック・ディズニーシー2005 at 東京ディズニーシー(9月4日-10月24日)[1]
  - ミニーのウィッシングリング
  - ウィッシュ
- ハーバーサイド・クリスマス(11月5日-12月25日)[1]
  - ミニーのナットクラッカー
  - キャンドルライト・リフレクションズ
  - アンコール!クリスマスバージョン
  - サウンド・オブ・クリスマス
- ニューイヤーズ・イヴ・セレブレーション2006(2005年12月31日-2006年1月1日)[1]

### 2006年
- ニューイヤーズ・フェスタ(1月1日-1月5日)*[1]
  - ニューヨーク"お正月"フェスティバル2006
- 東京ディズニーシー・クラブナイト"ベイサイド・ビート"(1月25日-1月27日)[1]
- ディズニー・リズム・オブ・ワールド(2月1日-4月4日)[1]
- 東京ディズニーシー5thアニバーサリー(7月14日-2007年5月31日)[1]
- チップとデールのクールサービス(7月20日-9月10日)[1]
- ハーバーサイド・クリスマス(11月7日-12月25日)[1]
  - キャンドルライト・リフレクションズ
  - ヴォイス・オブ・クリスマス
- ニューイヤーズ・イヴ・セレブレーション2007(2006年12月31日-2007年1月1日)[1]
  - メディテレーニアンハーバー・カウントダウン・セレブレーション

### 2007年
- 東京ディズニーシーのお正月(1月1日-1月5日)*[1]
  - ミッキーとミニーの"お正月"グリーティング
- 東京ディズニーシー・スペシャルナイトCLUB DISNEY"ベイサイド・ビートReturns"(1月28日-1月30日)[1]
- 東京ディズニーシー・シーズン・オブ・ハート(1月11日-3月14日)[1]
  - スウィートハート・ロマンス(1月11日-2月13日)
  - ブラヴィッシーモ! ～スペチアーレ～(2月14日-3月14日)
- 東京ディズニーシー・スプリングカーニバル(3月21日-5月31日)[1]
  - プリマヴェーラ
- チップとデールのクールサービス(7月20日-8月31日)[1]
- ボンファイアーダンス(7月20日-8月31日)*[1]
- ダンス・ショーケース(7月20日-8月31日)*
- ディズニーキッズ・サマーアドベンチャー(7月20日-8月31日)*[1]
- ディズニー・ア・ラ・カルト(9月12日-10月31日)[1]
- ハーバーサイド・クリスマス(11月7日-12月25日)[1]
- ニューイヤーズ・イヴ・セレブレーション2008(2007年12月31日-2008年1月1日)[1]
  - メディテレーニアンハーバー・カウントダウン・セレブレーション

### 2008年
- 東京ディズニーシーのお正月(1月1日-1月5日)*[1]
  - メディテレーニアンハーバー・ニューイヤーズグリーティング
- 東京ディズニーシー・シーズン・オブ・ハート(1月17日-3月14日)[1]
- 東京ディズニーリゾート25thアニバーサリー(4月15日-2009年4月14日)[1]
- 東京ディズニーシー・スプリングカーニバル(4月15日-6月30日)[1]
  - プリマヴェーラ ～スプリングタイム・サン～
- チップとデールのクールサービス(7月8日-9月11日)*[1]
- ボンファイアーダンス(7月8日-8月31日)*[1]
- ダンス・ショーケース(7月18日-8月31日)*
- ディズニーキッズ・サマーアドベンチャー(7月18日-8月31日)*
- ディズニー・ア・ラ・カルト(9月12日-10月31日)[1]
  - テーブル・イズ・ウェイティング
- ハーバーサイド・クリスマス(11月7日-12月25日)[1]
  - キャンドルライト・リフレクションズ
  - リトル・クリスマス・ストーリー
  - クリスマスウィッシュ・イン・ザ・スカイ
- ニューイヤーズ・イヴ・セレブレーション2009(2008年12月31日-2009年1月1日）[1]
  - メディテレーニアンハーバー・カウントダウン・セレブレーション
  - ビッグバンドビート・カウントダウン・スペシャルバージョン
  - オーバー・ザ・ウェイブ・カウントダウン・スペシャルバージョン
  - アラビアンコースト・カウントダウンショー

### 2009年
- 東京ディズニーシーのお正月(1月1日-1月5日)*[1]
  - メディテレーニアンハーバー・ニューイヤーズグリーティング
- スウィート・ダッフィー(1月19日-3月14日)*[1]
- ミッキーのドリームカンパニー(東京ディズニーリゾート25周年の一環)(1月19日-4月14日)[1]
- バレンタイン・ナイト2009(2月1日,2日,6日-9日,11日,13日-15日)*[1]
- 東京ディズニーシー・スプリングカーニバル(4月22日-6月30日)[1]
  - フェアリーズ・プリマヴェーラ
- チップとデールのクールサービス“デラックス”(7月8日-8月31日)*[1]
- ボンファイアーダンス(7月8日-8月31日)*[1]
- ディズニーキッズ・サマーアドベンチャー(7月8日-8月31日)*[1]
- ディズニー・ハロウィーン(9月10日-11月3日)[1]
  - ミステリアス・マスカレード
  - マウスカレード・ダンス
  - マウスカレード・グリーティング(9月10日-9月18日)
  - ナイトハイ・ハロウィーン
- ハーバーサイド・クリスマス(11月10日-12月25日)[1]
  - キャンドルライト・リフレクションズ
  - クリスマスウィッシュ・イン・ザ・スカイ
- ニューイヤーズ・イヴ・セレブレーション2010(2009年12月31日-2010年1月1日)[1]
  - メディテレーニアンハーバー・カウントダウン・セレブレーション
  - ビッグバンドビート・カウントダウン・スペシャルバージョン
  - オーバー・ザ・ウェイブ・カウントダウン・スペシャルバージョン
  - アラビアンコースト・カウントダウンショー

### 2010年
- 東京ディズニーシーのお正月(1月1日-1月5日)*[1]
- バレンタイン・ナイト2010(1月30日,31日,2月1日,5日-7日,9日,11-14日)*[1]
- 東京ディズニーシー・スプリングカーニバル(4月1日-6月30日)[1]
  - フェアリーズ・プリマヴェーラ
- チップとデールのクールサービス“デラックス”(7月8日-8月31日)*[1]
- ボンファイアーダンス(7月8日-8月31日)*[1]
- ディズニーキッズ・サマーアドベンチャー(7月8日-8月31日)*[1]
  - ナミナミナ
- ディズニー・ハロウィーン(9月9日-10月31日)[1]
  - ミステリアス・マスカレード
  - マウスカレード・ダンス
  - チップとデールのスケルトン・フィエスタ
- クリスマス・ウィッシュ(11月8日-12月25日)[1]
  - クリスマス・ウイッシュ
  - セブンライツ・オブ・クリスマス
  - スターブライト・クリスマス
- ニューイヤーズ・イヴ・セレブレーション2011(2010年12月31日-2010年1月1日)[1]
  - メディテレーニアンハーバー・カウントダウン・セレブレーション
  - ビッグバンドビート・カウントダウン・スペシャルバージョン
  - ビッグジャム・カウントダウン
  - アラビアンコースト・カウントダウンショー

### 2011年
- 東京ディズニーシーのお正月(1月1日-1月5日)*[1]
- スウィート・ダッフィー（1月21日-3月14日）*[1]
- サマーオアシス・スプラッシュ(7月8日-8月31日)*[1]
- ディズニーキッズ・サマーアドベンチャー(7月8日-8月31日)*[1]
  - ナミナミナ
- 東京ディズニーシー10thアニバーサリー “Be_Magical!”(9月4日-2012年3月19日)[1]
  - Be Magical![注釈 1]
- クリスマス・ウィッシュ(11月7日-12月25日)[1]
  - クリスマス・ウイッシュ
  - クリスマス・ラップド・イン・リボン
  - スターブライト・クリスマス
- 年越し営業(2011年12月31日-2012年1月1日)

### 2012年
- 東京ディズニーシーのお正月(1月1日-1月7日)*
- ミッキーとダッフィーのスプリングヴォヤッジ(4月3日-6月30日)
  - リドアイル・ウェルカム・トゥ・スプリング
  - イースター・イン・ニューヨーク
  - スプリングタイム・サプライズ
- サマーオアシス・スプラッシュ2012(7月9日-8月31日)*
- ディズニーキッズ・サマーアドベンチャー(7月9日-8月31日)*
  - ナミナミナ
- ディズニー・ハロウィーン2012(9月7日-10月31日)
  - ハロウィーン・デイドリーム
  - チップとデールのスケルトン・フィエスタ
- クリスマス・ウィッシュ2012(11月7日-12月25日)
  - カラー・オブ・クリスマス
  - ホリデーグリーティング・フロム・セブンポート
  - テーブル・イズ・ウェイティング -クリスマスキュイジーヌ
  - スターブライト・クリスマス
- 年越し営業(2012年12月31日-2013年1月1日)

### 2013年
- 東京ディズニーシーのお正月(1月1日-1月5日)*
- ミッキーとダッフィーのスプリングヴォヤッジ(3月18日-6月30日)
  - リドアイル・ウェルカム・トゥ・スプリング
  - イースター・イン・ニューヨーク
  - スプリングタイム・サプライズ
- 東京ディズニーリゾート30周年“ザ・ハピネス・イヤー” (4月15日-2014年3月20日)
- ディズニー・サマーフェスティバル(7月8日-9月2日)
  - ミニーのトロピカルスプラッシュ
- ディズニー・ハロウィーン2013(9月9日-10月31日)
  - ハロウィーン・デイドリーム
  - チップとデールのスケルトン・フィエスタ
- クリスマス・ウィッシュ2013(11月7日-12月25日)

### 2014年
- 東京ディズニーシーのお正月(1月1日-1月5日)*
- ミッキーとダッフィーのスプリングヴォヤッジ(4月2日-6月23日)
  - リドアイル・ウェルカム・トゥ・スプリング
  - イースター・イン・ニューヨーク
  - スプリングタイム・サプライズ
- ディズニー七夕デイズ(6月24日-7月7日)*
- ディズニー・サマーフェスティバル(7月8日-8月31日)
  - ミニーのトロピカルスプラッシュ
- ディズニー・ハロウィーン2014(9月8日-10月31日)
- クリスマス・ウィッシュ2014(11月7日-12月25日)

### 2015年
- 東京ディズニーシーのお正月(1月1日-1月5日)*
- ディズニー・イースター(4月2日-6月23日)
  - ファッショナブル・イースター
- ディズニー七夕デイズ(6月24日-7月7日)*
- ディズニー・サマーフェスティバル(7月9日-8月31日)
  - ミニーのトロピカルスプラッシュ
- ディズニー・ハロウィーン2015(9月8日-11月1日)
- クリスマス・ウィッシュ2015(11月9日-12月25日)

### 2016年
- 東京ディズニーシーのお正月(1月1日-1月5日)*
  - ニューイヤーズ・グリーティング
- スウィート・ダッフィー(1月12日-3月18日)*
- 東京ディズニーシー15周年“ザ・イヤー・オブ・ウィッシュ”(4月15日-2017年3月17日)
  - クリスタル・ウィッシュ・ジャーニー(4月15日-2017年1月12日)
- ディズニー七夕デイズ(6月16日-7月7日)*
  - 七夕グリーティング
- ディズニー・サマーフェスティバル(7月9日-8月31日)
  - ミニーのトロピカルスプラッシュ
- ディズニー・ハロウィーン2016(9月9日-10月31日)
  - ザ・ヴィランズ・ワールド ～ウィッシュ・アンド・ディザイア～
- クリスマス・ウィッシュ2016(11月8日-12月25日)
  - パーフェクト・クリスマス
  - カラー・オブ・クリスマス

### 2017年
- お正月のプログラム（1月1日-1月5日）*
  - ニューイヤーズ・グリーティング
- 東京ディズニーシー15周年アニバーサリー 〜グランドフィナーレ〜(1月13日-3月17日)
  - クリスタル・ウィッシュ・ジャーニー 〜シャイン・オン!〜
- スウィート・ダッフィー（1月13日-3月17日）*
- ディズニー・イースター（4月4日-6月14日）
  - ファッショナブル・イースター
- ディズニー七夕デイズ（6月15日-7月7日）*
  - 七夕グリーティング
- ディズニー・パイレーツ・サマー（7月11日-8月31日）
  - パイレーツ・サマーバトル“ゲット・ウェット!”
- ディズニー・ハロウィーン（9月8日-10月31日）
  - ザ・ヴィランズ・ワールド
- クリスマス・ウィッシュ(11月8日-12月25日)
  - パーフェクト・クリスマス
  - カラー・オブ・クリスマス

### 2018年
- お正月のプログラム（1月1日-1月5日）*
  - ニューイヤーズ・グリーティング
- ピクサー・プレイタイム（1月11日-3月19日）
  - ピクサー・プレイタイム・パルズ
  - ライトニング・マックィーン・ヴィクトリーラップ
  - レミーの"誰でも名シェフ"
  - ピクサー・パルズ・スチーマー
- ディズニー・イースター（3月27日-6月6日）
  - ファッショナブル・イースター
- 東京ディズニーリゾート35周年“Happiest Celebration!” （4月15日-2019年3月25日）
  - ハピエストセレブレーション・オン・ザ・シー
  - ブランニュードリーム
- ディズニー七夕デイズ（6月7日-7月7日）
  - 七夕グリーティング
- ドナルドの" ハッピーバースデー・トゥー・ミー " （6月7日 - 7月7日）
- ディズニー・パイレーツ・サマー（7月10日-9月2日）
  - パイレーツ・サマーバトル“ゲット・ウェット!”
- ディズニー・ハロウィーン （9月11日-10月31日）
  - ザ・ヴィランズ・ワールド
- ディズニー・クリスマス （11月8日-12月25日）
  - イッツ・クリスマスタイム!
  - カラー・オブ・クリスマス

### 2019年[2]
- お正月のプログラム（1月1日-1月6日）*
  - ニューイヤーズ・グリーティング
- ピクサー・プレイタイム（1月11日-3月25日）
  - ピクサー・プレイタイム・パルズ
  - ライトニング・マックィーン・ヴィクトリーラップ
  - レミーの"誰でも名シェフ"
  - ピクサー・パルズ・スチーマー
- ディズニー・イースター（4月4日-6月2日）
  - Tip-Topイースター
- ディズニー七夕デイズ（6月6日-7月7日）
- ダッフィーのサニーファン（6月6日-8月27日）*[3]
- ファンタイム・ウィズ・トイ・ストーリー4（2019年6月14日-9月1日）*[4]
- ディズニー・パイレーツ・サマー（7月9日-9月1日）
  - パイレーツ・サマーバトル”ゲット・ウェット！”
- ディズニー・ハロウィーン （9月10日-10月31日）
  - フェスティバル・オブ・ミスティーク
- ディズニー・クリスマス （11月8日-12月25日）
  - イッツ・クリスマスタイム！
  - カラー・オブ・クリスマス

### 2020年[2]
- お正月のプログラム（1月1日-1月6日）*
  - ニューイヤーズ・グリーティング
- ピクサー・プレイタイム（1月10日-3月19日予定、臨時休園に伴い2月28日まで）
  - ピクサー・プレイタイム・パルズ
  - ライトニング・マックィーン・ヴィクトリーラップ
  - レミーの"誰でも名シェフ"

### 2021年
- ダッフィー＆フレンズのサニーファン(6月1日-9月2日）*[5]
- 東京ディズニーシー20周年：タイム・トゥ・シャイン！(9月4日-2022年9月3日)[6]
  - ミッキー＆フレンズのハーバーグリーティング”タイム・トゥ・シャイン！”

### 2022年
- トータリー・ミニーマウス（1月18日-3月30日）
  - ミニー＆フレンズのハーバーグリーティング：トータリー・ミニーマウス

### 2023年
- お正月のプログラム(1月1日-1月16日)
  - ニューイヤーズ・グリーティング
- ミニー・ベスティーズ・バッシュ！(1月18日-3月31日)
  - ミニー、ウィー・ラブ・ユー！
- 東京ディズニーリゾート40周年“ドリームゴーラウンド”（4月15日 - 2024年3月31日(予定)）
  - レッツ・セレブレイト・ウィズ・カラー
  - スカイ・フル・オブ・カラーズ
- ダッフィー＆フレンズのスマイル＆ファン（7月4日‐9月6日）
- ディズニー・ハロウィーン（9月15日 - 10月31日）
  - ディズニー・ハロウィーン・グリーティング
- ディズニー・クリスマス　11月8日～12月25日　(東京ディズニーランド／東京ディズニーシー)
- ディズニー・クリスマス・グリーティング

### 2024年
お正月のスペシャルイベント　1月1日～1月8日　(東京ディズニーランド／東京ディズニーシー)
　ニューイヤーズ・グリーティング
東京ディズニーシー・フード＆ワイン・フェスティバル　4月1日～6月30日
ドリーミング・オブ・ファンタジースプリングス　4月9日～6月30日
　”ファンタジースプリングス”スペシャルグリーティング
夏のプログラム　7月2日～9月18日　(東京ディズニーランド／東京ディズニーシー)
ディズニー・ハロウィーン　10月1日～11月10日　(東京ディズニーランド／東京ディズニーシー)
ディズニー・ハロウィーン・グリーティング
ナイトハイ・ハロウィーン
ディズニー・クリスマス　11月15日～12月25日　(東京ディズニーランド／東京ディズニーシー)
ディズニー・クリスマス・グリーティング
スターブライト・クリスマス

### 2025年
お正月のスペシャルイベント　1月1日～1月13日　(東京ディズニーランド／東京ディズニーシー)
ニューイヤーズ・グリーティング
ダッフィー＆フレンズ20周年：カラフルハピネス　4月8日₋2026年3月19日　(東京ディズニーシー)
東京ディズニーシー・フード＆ワイン・フェスティバル　4月8日₋6月30日　(東京ディズニーシー)
夏のプログラム　7月2日₋9月15日　(東京ディズニーランド/東京ディズニーシー)
ドリームス・テイク・フライト　7月16日～　(東京ディズニーシー ハンガーステージ)
ディズニー・ハロウィーン　9月17日₋10月31日　(東京ディズニーランド/東京ディズニーシー)

ディズニー・クリスマス　11月11日₋12月25日　(東京ディズニーランド/東京ディズニーシー)